# Troglohyphantes kordunlikanus
Troglohyphantes kordunlikanus este o specie de păianjeni din genul Troglohyphantes, familia Linyphiidae, descrisă de Deeleman-reinhold, 1978.
Este endemică în Croatia. Conform Catalogue of Life specia Troglohyphantes kordunlikanus nu are subspecii cunoscute.